# OR4S2
OR4S2 (англ. Olfactory receptor family 4 subfamily S member 2) – білок, який кодується однойменним геном, розташованим у людей на короткому плечі 11-ї хромосоми. Довжина поліпептидного ланцюга білка становить 311 амінокислот, а молекулярна маса — 35 172.
| 10         |  | 20         |  | 30         |  | 40         |  | 50         |
| ---------- |  | ---------- |  | ---------- |  | ---------- |  | ---------- |
| MEKINNVTEF |  | IFWGLSQSPE |  | IEKVCFVVFS |  | FFYIIILLGN |  | LLIMLTVCLS |
| NLFKSPMYFF |  | LSFLSFVDIC |  | YSSVTAPKMI |  | VDLLAKDKTI |  | SYVGCMLQLF |
| GVHFFGCTEI |  | FILTVMAYDR |  | YVAICKPLHY |  | MTIMNRETCN |  | KMLLGTWVGG |
| FLHSIIQVAL |  | VVQLPFCGPN |  | EIDHYFCDVH |  | PVLKLACTET |  | YIVGVVVTAN |
| SGTIALGSFV |  | ILLISYSIIL |  | VSLRKQSAEG |  | RRKALSTCGS |  | HIAMVVIFFG |
| PCTFMYMRPD |  | TTFSEDKMVA |  | VFYTIITPML |  | NPLIYTLRNA |  | EVKNAMKKLW |
| GRNVFLEAKG |  | K          |  |            |  |            |  |            |

A: Аланін

C: Цистеїн

D: Аспарагінова кислота

E: Глутамінова кислота

F: Фенілаланін

G: Гліцин

H: Гістидин

I: Ізолейцин

K: Лізин

L: Лейцин

M: Метіонін

N: Аспарагін

P: Пролін

Q: Глутамін

R: Аргінін

S: Серин

T: Треонін

V: Валін

W: Триптофан

Кодований геном білок за функціями належить до рецепторів, g-білокспряжених рецепторів, білків внутрішньоклітинного сигналінгу. 
Локалізований у клітинній мембрані, мембрані.